# Micronesomyia hemihyalina
Micronesomyia hemihyalina är en tvåvingeart som beskrevs av Ian David Whittington 2003. Micronesomyia hemihyalina ingår i släktet Micronesomyia och familjen bredmunsflugor.
Artens utbredningsområde är Madagaskar. Inga underarter finns listade i Catalogue of Life.